# صديق البنا
الصديق أحمد حسين البنا عسكري سوداني معاصر وسياسي مايوي. عرف بقيادته للقيادة الجنوبية للجيش السوداني ابان انطلاقة التمرد الأخير عام 1982 و جزء من الأحداث المؤدية إليه. وهو التمرد الذي استمر حتى توقيع اتفاقية السلام الشامل سنة 2003 و انفصال جنوب السودان بعد الفترة الانتقالية.
ولد بمدينة عطبرة بالسودان في 5 سبتمبر 1935. التحق بالكلية الحربية السودانية في 1 أكتوبر 1955 و تخرج ضمن الدفعة التاسعة في 1 يوليو 1957 و ظل بالقوات المسلحة السودانية حتى تقاعده في 14 مايو 1984 برتبة اللواء الركن.

## تدريبه
- الدبلوم في العلوم العسكرية من الكلية الحربية السودانية 1955
- ماجستير العلوم العسكرية من كلية القادة والأركان السودانية
- ماجستير الإستراتيجية العليا والدفاع من كلية الدفاع الهندية (دلهي)
- الدورات العسكرية:
  - دورة الاسلحة المعاونة بألمانيا الإتحادية
  - دورة الأسلحة المعاونة والتكتيك بإنجلترا

## المهام العسكرية
- عمل بمختلف أنحاء السودان في القيادات العسكرية المختلفة
- نائبا للملحق العسكري السوداني بالقاهرة
- اللواء الأول مدرع
- اللواء 11 القيادة الجنوبية
- اللواء 7 الغربية
- كلية القادة والأركان
- المفتش العام للقوات المسلحة
- أكاديمية نميري العسكرية العليا

## الأدوار السياسية
- أمين التنظيم والإدارة بالإتحاد الاشتراكي السوداني

## الأوسمة والأنواط
- وسام الجدارة من الطبقة الأولى
- نوط الواجب من الطبقة الأولى لدوره في عمليات البرق الخاطف في بور والبيبور و فشلا بجنوب السودان.
- وسام النيلين من الطبقة الأولى
- وسام الاستقلال من الطبقة الأولى
- وسام الصمود من الطبقة الأولى
- وسام الرياضة من الطبقة الثانية
- وسام الخدمة الطويلة الممتازة
- نجمة الإنجاز العسكري
- وسام ابن السودان البار عن دوره ف عملية تحرير الرهائن بجبل بوما 1983.

## مؤلفاته
- القرن الأفريقي: بحث لنيل درجة الماجستير من الأكاديمية العسكرية الهندية
- الجنوب معضلة الأمن القومي السوداني 1955- 1984
- عملية الصقر الجارح لتخليص الرهائن في بوما 1983
- قضايا عسكرية وإستراتيجية